# Lazar Berman
Pour les articles homonymes, voir Berman.
Ne doit pas être confondu avec Boris Berman, également pianiste russe
Lazar Naoumovitch Berman (en russe : Лазарь Наумович Берман) est un pianiste soviétique, né le 26 février 1930 à Leningrad (Union soviétique ; redevenue Saint-Pétersbourg) et mort le 6 février 2005 à Florence (Italie).

## Biographie
Berman est né dans une famille d'origine juive de Leningrad. Sa mère, Anna Lazarevna Makhover, était elle-même pianiste jusqu'à ce que des problèmes auditifs en interrompent la pratique. Elle fut la première à initier son fils au piano et celui-ci prit part à son premier concours de piano à l'âge de trois ans. À sept ans, il enregistra une fantaisie de Wolfgang Amadeus Mozart et une mazurka qu'il avait composée, avant même de savoir écrire. Emil Guilels le décrivit alors comme un « phénomène du monde musical ». En 1939 alors qu'il a neuf ans sa famille déménage à Moscou pour qu'il puisse étudier avec Alexandre Goldenweiser au Conservatoire Tchaïkovski de Moscou tout comme Sviatoslav Richter, Vladimir Sofronitsky et Maria Youdina. Un an plus tard en 1940 il donna son premier concert officiel en jouant le Concerto n° 25 de Mozart. En 1941, les étudiants furent évacués de Moscou en compagnie de leurs familles vers Samara, une ville de la Volga située au sud de la Russie, en raison de la Bataille de Moscou qui faisait rage et qui rendait les conditions de vie trop difficiles.

## Répertoire
Berman faisait montre d'un extraordinaire brillant, d'un jeu spectaculaire fait autant d'émotion que de puissance. Il parvenait par exemple à donner jusqu'à trois concertos ou trois sonates pour piano en une seule soirée. Il était reconnu comme un grand interprète de la musique de Franz Liszt et était le récipiendaire du Prix Franz Liszt de Hongrie en 1977 pour son interprétation des Études d'exécution transcendante.
Berman disait refuser jouer la musique de Frédéric Chopin, s'expliquant de la manière suivante : « Bien sûr, je l'ai joué dans le passé, mais il y a de nombreuses années, je me suis inscrit au Concours international de piano Frédéric-Chopin à Varsovie et ne me suis pas qualifié. Ce fut un terrible revers pour ma fierté et je me promis à l'avenir de ne plus jamais le jouer. » Pourtant, il jouait encore des musiques de Frédéric Chopin en concert à la fin des années 1980 et on dispose heureusement de plusieurs enregistrements d'œuvres du compositeur polonais qui datent des années 1970.

## Discographie
- Liszt : Les Années de pèlerinage (DG, 1977, publication en 2002) ;
- Russian Piano School: Lazar Berman, Vol. 8 (Melodiya, 1997) ;
- Liszt : Klavierkonzerte Nr. 1 & 2 — Venezia e Napoli, Orchestre philharmonique de Vienne, Carlo Maria Giulini (DG, 1977)
- Tchaikovski : Concerto pour piano no 1 de Tchaïkovski, Orchestre philharmonique de Berlin Herbert von Karajan (DG, 1978 )